# Wulfrida
 Santa Wulfrida nació en el año 945 y era abadesa de Wilton cuando, en un arranque apasionado, el rey Edgar el Pacífico de Inglaterra la raptó, haciéndola su amante y madre de su hija mayor, siendo este hecho gravemente censurado por Dunstán, arzobispo de Canterbury.
Después del nacimiento de la hija de ambos, Wulfrida logra regresar a su abadía, muriendo allí en el año 1000, a los 55 años de edad. Más tarde ella y su hija fueron canonizadas.
- Datos: Q1927072